# Diane Schanzenbach
Diane Miriam Whitmore Schanzenbach (* 1972 als Diane Miriam Whitmore) ist eine US-amerikanische Wirtschaftswissenschaftlerin und Hochschullehrerin.

## Werdegang, Forschung und Lehre
Schanzenbach studierte Wirtschaftswissenschaften und Religion am Wellesley College, an dem sie im Juni 1995 als Artium Baccalaureus magna cum laude graduierte. Anschließend wechselte sie zum Wirtschaftswissenschaftsstudium an die Princeton University, an der sie 1999 ihr Master- und 2002 ihr Ph.D.-Studium erfolgreich abschloss. Nach zwei Jahren als Scholar an der University of California, Berkeley übernahm sie 2004 einen Posten als Assistant Professor an der University of Chicago. Im Juli 2010 wechselte sie innerhalb von Illinois an die Northwestern University, an die ihr Ehemann Max Schanzenbach berufen worden war und wo sie Associate Professor wurde. 2016 wurde sie an der Hochschule zur ordentlichen Professorin berufen, im folgenden Jahr übernahm sie den Margaret-Walker-Alexander-Lehrstuhl.
Schanzenbach ist seit 2012 Research Associate am National Bureau of Economic Research, zwischen 2015 und 2017 war sie Direktorin im renommierten Hamilton Project der Brookings Institution. Seit 2018 ist sie einer von zwölf Ko-Editoren des Journal of Human Resources, bei dem sie zuvor bereits als Associate Editor mitgewirkt hatte. Seit 2016 gehört sie zudem zum Herausgeberboard des Journal of Policy Analysis and Management.
Schanzenbach setzt sich in ihrer Arbeit insbesondere mit den Auswirkungen von Sozialpolitik und Bildung auseinander, ihr Hauptaugenmerk liegt dabei vor allem auf Kinderarmut und diesbezüglichen Gegenmaßnahmen und Hilfsprogrammen wie dem Supplemental Nutrition Assistance Program. 
Schanzenbach ist mit dem Rechtsprofessor Max Schanzenbach verheiratet, der vor allem durch eine Studie zum Zusammenhang zwischen dem politischen Hintergrund von Richtern und dem durchschnittlich verhängten Strafmaß Bekanntheit erlangte. Das Paar hat drei Kinder.